# Újezd u Svatého Kříže
Újezd u Svatého Kříže är en ort i Tjeckien.   Den ligger i regionen Plzeň, i den västra delen av landet, 70 km väster om huvudstaden Prag. Újezd u Svatého Kříže ligger 431 meter över havet och antalet invånare är 209.
Terrängen runt Újezd u Svatého Kříže är huvudsakligen platt, men åt sydost är den kuperad.Runt Újezd u Svatého Kříže är det ganska glesbefolkat, med 29 invånare per kvadratkilometer. Närmaste större samhälle är Plzeň, 18,5 km sydväst om Újezd u Svatého Kříže. Trakten runt Újezd u Svatého Kříže består till största delen av jordbruksmark.